# Давід Томасберґер
Давід Томасберґер (нім. David Thomasberger, 9 січня 1996) — німецький плавець.
Учасник Олімпійських Ігор 2020 року, де в попередніх запливах на дистанції 200 метрів батерфляєм посів 17-те місце і не потрапив до півфіналів.